# VIII. Olimpijske igre – Pariz 1924.
VIII. Olimpijske igre – Pariz 1924.
Olimpijske igre 1924. godine su održane u Parizu, gradu u Francuskoj. Grad Pariz je MOO izabrao između preostalih gradova kandidata: Amsterdama, Berlina, Los Angelesa, Rio de Janeira i Rima. Ovo su bile zadnje Igre za vrijeme kojih je predsjednik MOO bio Pierre de Coubertin. Kao prateća manifestacija ovim igrama održan je i 'Međunarodni tjedan zimskih športova', i to od 25. siječnja do 5. veljače 1924. godine, koje je MOO kasnije označio kao I. Zimske olimpijske igre – Chamonix 1924.
Od posebnosti na ovim Igrama valja istaknuti da je kao dionica maratonske utrke odabrana distanca 42 km i 195 m, ista ona koja se trčala na Igrama u Londonu 1908., a od Igara u Parizu postaje standardna duljina svih maratona.
Od natjecateljski dosega, posebno se pamte atletičari na srednjim i dugim prugama iz Finske: Paavo Nurmi koji je pobijedio u utrkama na 1500 m i 5000 m (koje su održane u razmaku od jednog sata!) te u kros utrci. Ville Ritola je pobijedio na 10000 m i 3000 m sa zaprekama, dok je bio drugi na 5000 m i u kros utrci iza Nurmija. Albin Stenroos je pobijedio u maratonu, dok je finska momčad (s Nurmijem i Ritolom) pobijedila u ekipnim utrkama na 3000 m i kros utrci. Stoga je ta sjajna generacija trkača kasnije bila poznata pod nazivom 'leteći Finci'. Zapažene su bile i tri zlatne medalje koje osvojio plivač Johnny Weissmüller (čemu je dodao i bronzu u vaterpolu) te pet medalja, od čega 3 zlatne, mačevaoca Rogera Ducreta iz Francuske.

## Popis športova
| - atletika - boks - biciklizam - dizanje utega - hrvanje - jedrenje - konjički šport - mačevanje - moderni petoboj |  | - nogomet - polo - ragbi - gimnastika - streljaštvo - plivanje i vaterpolo (akvatika) - tenis - veslanje |

Olimpijci su se natjecali i u umjetnosti.

## Zemlje sudionice
| - Argentina - Australija - Austrija - Belgija - Bugarska - Brazil - Čehoslovačka - Čile - Danska - Ekvador - Egipat - Estonija - Finska - Filipini - Francuska | - Velika Britanija - Grčka - Haiti - Indija - Irska - Italija - Japan - Jugoslavija - Južna Afrika - Kanada - Kuba - Latvija - Litva - Luksemburg - Mađarska | - Meksiko - Monako - Nizozemska - Novi Zeland - Norveška - Poljska - Portugal - Rumunjska - SAD - Španjolska - Švedska - Švicarska - Turska - Urugvaj |

## Popis podjele medalja
(Medalje zemlje domaćina posebno istaknute)
| Olimpijske igre 1924 |                        |       |        |        |        |
| Plasman              | Država                 | Zlato | Srebro | Bronca | Ukupno |
| 1                    | SAD                    | 45    | 27     | 27     | 99     |
| 2                    | Finska                 | 14    | 13     | 10     | 37     |
| 3                    | Francuska              | 13    | 15     | 10     | 38     |
| 4                    | Velika Britanija       | 9     | 13     | 12     | 34     |
| 5                    | Italija                | 8     | 3      | 5      | 16     |
| 6                    | Švicarska              | 7     | 8      | 10     | 25     |
| 7                    | Norveška               | 5     | 2      | 3      | 10     |
| 8                    | Švedska                | 4     | 13     | 12     | 29     |
| 9                    | Nizozemska             | 4     | 1      | 5      | 10     |
| 10                   | Belgija                | 3     | 7      | 3      | 13     |
| 11                   | Australija             | 3     | 1      | 2      | 6      |
| 12                   | Danska                 | 2     | 5      | 2      | 9      |
| 13                   | Mađarska               | 2     | 3      | 4      | 9      |
| 14                   | Kraljevina Jugoslavija | 2     | 0      | 0      | 2      |
| 15                   | Čehoslovačka           | 1     | 4      | 5      | 10     |
| 16                   | Argentina              | 1     | 3      | 2      | 6      |
| 17                   | Estonija               | 1     | 1      | 4      | 6      |
| 18                   | Južna Afrika           | 1     | 1      | 1      | 3      |
| 19                   | Urugvaj                | 1     | 0      | 0      | 1      |
| 20                   | Austrija               | 0     | 3      | 1      | 4      |
| 20                   | Kanada                 | 0     | 3      | 1      | 4      |
| 22                   | Poljska                | 0     | 1      | 1      | 2      |
| 23                   | Haiti                  | 0     | 0      | 1      | 1      |
| 23                   | Japan                  | 0     | 0      | 1      | 1      |
| 23                   | Novi Zeland            | 0     | 0      | 1      | 1      |
| 23                   | Portugal               | 0     | 0      | 1      | 1      |
| 23                   | Rumunjska              | 0     | 0      | 1      | 1      |
|                      | Ukupno                 | 126   | 127    | 125    | 378    |